# Мельгар Вальдьесо, Хосе Фабио
Хосе Фабио Мельгар Вальдьесо (исп. José Fabio Melgar Valdivieso; 26 февраля 1802, Арекипа — после 1884, Лима) — перуанский юрист, дипломат, политический и государственный деятель. Исполняющий обязанности премьер-министра Перу (1858). Министр иностранных дел (1844 (временный), 1857—1858; 1859; 1859—1861), министр финансов и торговли (1849—1851; 1855—1856; 1862), министр юстиции, образования и благотворительности (1859—1860), министр культов и общественных работ (1860).

## Биография
Брат поэта Мариано Мельгара. Изучал право в Лиме. С 1834 года занимался адвокатской практикой. Позже поступил на государственную службу в Министерство финансов. Затем, сотрудник Министерства иностранных дел Перу.
Занимал посты Министра иностранных дел (1844 (временный), 1857—1858; 1859; 1859—1861), министра финансов и торговли (1849—1851; 1855—1856; 1862), министра юстиции, образования и благотворительности (1859—1860), министра культов и общественных работ (1860).
Исполнял обязанности премьер-министра Перу (1858 ?).
Был президентом Высшей счётной палаты и членом административно-консультативного комитета при правительстве Перу (1873).